# Jan Oblak
Jan Oblak (* 7. Januar 1993 in Škofja Loka) ist ein slowenischer Fußballtorhüter. Er steht bei Atlético Madrid unter Vertrag und spielt für die slowenische Nationalmannschaft.

## Vereinskarriere

### NK Olimpija Ljubljana
Er begann seine Fußballkarriere bei seinem Heimatverein Ločan. Im Alter von 10 Jahren wechselte er zum Jugendteam von Olimpija. Der Klub wurde 2005 insolvent und firmierte später unter dem Namen Olimpija Ljubljana. Dort spielte er bis zur Saison 2009/10 und hatte im Alter von 16 Jahren in dieser Saison auch sein Debüt in der Profimannschaft von Olimpija Ljubljana.

### Benfica Lissabon
2010 unterschrieb er einen Vertrag beim portugiesischen Klub Benfica Lissabon. In den folgenden Jahren wurde er an mehrere portugiesische Klubs verliehen und absolvierte dabei 50 Ligaspiele. In der Saison 2013/14 kam er erstmals für Benfica Lissabon zum Einsatz und bekam in 24 Spielen nur 6 Tore. Er wurde in dieser Saison als bester Torhüter der portugiesischen Liga ausgezeichnet, stand mit Benfica Lissabon im UEFA-Europa-League-Finale und gewann drei Titel (Meisterschaft, Pokal und Ligapokal).

### Atlético Madrid
In der darauffolgenden Saison wechselte er nach Spanien zu Atlético Madrid. Durch den Wechsel (16 Mio. €) wurde er zum teuersten eingekauften Torhüter in der spanischen Fußballligageschichte. Sein Debüt für Atlético Madrid gab er beim Champions-League-Gruppenspiel gegen den griechischen Klub Olympiacos und in der spanischen Liga beim 2:0-Heimsieg gegen Getafe. In der Saison 2015/16 wurde er als bester Torhüter der spanischen Liga ausgezeichnet und erreichte mit Atlético Madrid das Finale der UEFA Champions League. Mitte April 2019 verlängerte er seinen Vertrag vorzeitig bis im Juni 2023.
Mit Atlético Madrid gewann er in der Saison 2020/21 mit zwei Punkten Vorsprung auf den Stadtrivalen Real Madrid die spanische Meisterschaft. Dabei kam er in allen 38 Ligaspielen als Stammtorhüter zum Einsatz und kassierte 25 Gegentore bei 18 Spielen ohne Gegentor.

## Nationalmannschaft
Sein Debüt in der U21-Nationalmannschaft gab er 2009 und für die A-Nationalmannschaft im Jahr 2012 im WM-Qualifikationsspiel gegen Norwegen. Zunächst nur die Nummer 2, stieg Oblak Anfang 2016 nach dem Rücktritt von Samir Handanović zum Stammtorwart der slowenischen Nationalmannschaft auf. Seit 2021 fungiert er als Kapitän der Mannschaft. Nach erfolgreicher Qualifikation nahm er mit dem Team an der Europameisterschaft 2024 teil, bei der man im Achtelfinale gegen Portugal im Elfmeterschießen ausschied.

## Titel und Erfolge

### Vereine
Benfica Lissabon
- Portugiesische Meisterschaft: 2013/14
- Portugiesischer Pokal: 2013/14
- Portugiesischer Ligapokal: 2013/14
- UEFA Europa League: Finalist 2013/14

Atlético Madrid
- UEFA Europa League: 2018
- UEFA Super Cup: 2018
- Spanischer Meister: 2020/21
- Spanischer Supercup: 2014
- UEFA Champions League: Finalist 2015/16

### Auszeichnungen
- Bester Torhüter der spanischen Liga: 2015/16
- Bester Torhüter der portugiesischen Liga: 2013/14
- Trofeo Zamora: 2015/16, 2016/17, 2017/18, 2018/19
- Mannschaft der Saison der UEFA Champions League: 2015/16, 2016/17
- Mannschaft der Saison der spanischen Liga: 2015/16
- Spieler des Monats der Primera División: Mai 2021

## Privates
Seine ältere Schwester Teja ist professionelle Basketballspielerin und spielt auch in der slowenischen Nationalmannschaft. Er ist nicht verwandt mit seinem ersten Trainer bei Olimpija Ljubljana, dem ehemaligen jugoslawischen Nationalspieler Branko Oblak. 